# خورشید بالدار

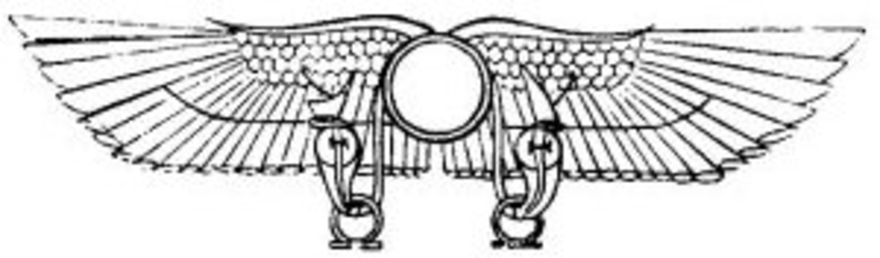
خورشید بالدار تِبِس (از اساطیر مصر و مصر مسیحیت توسط ساموئل شارپ، ۱۸۶۳)

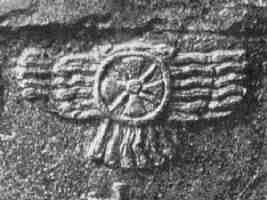
ستون سنگی (استل) متعلق به آشور ناصیر پال دوم در شهر نیمرود (قرن نهم پیش از میلاد) که یک خورشد بالدار را نشان می‌دهد.

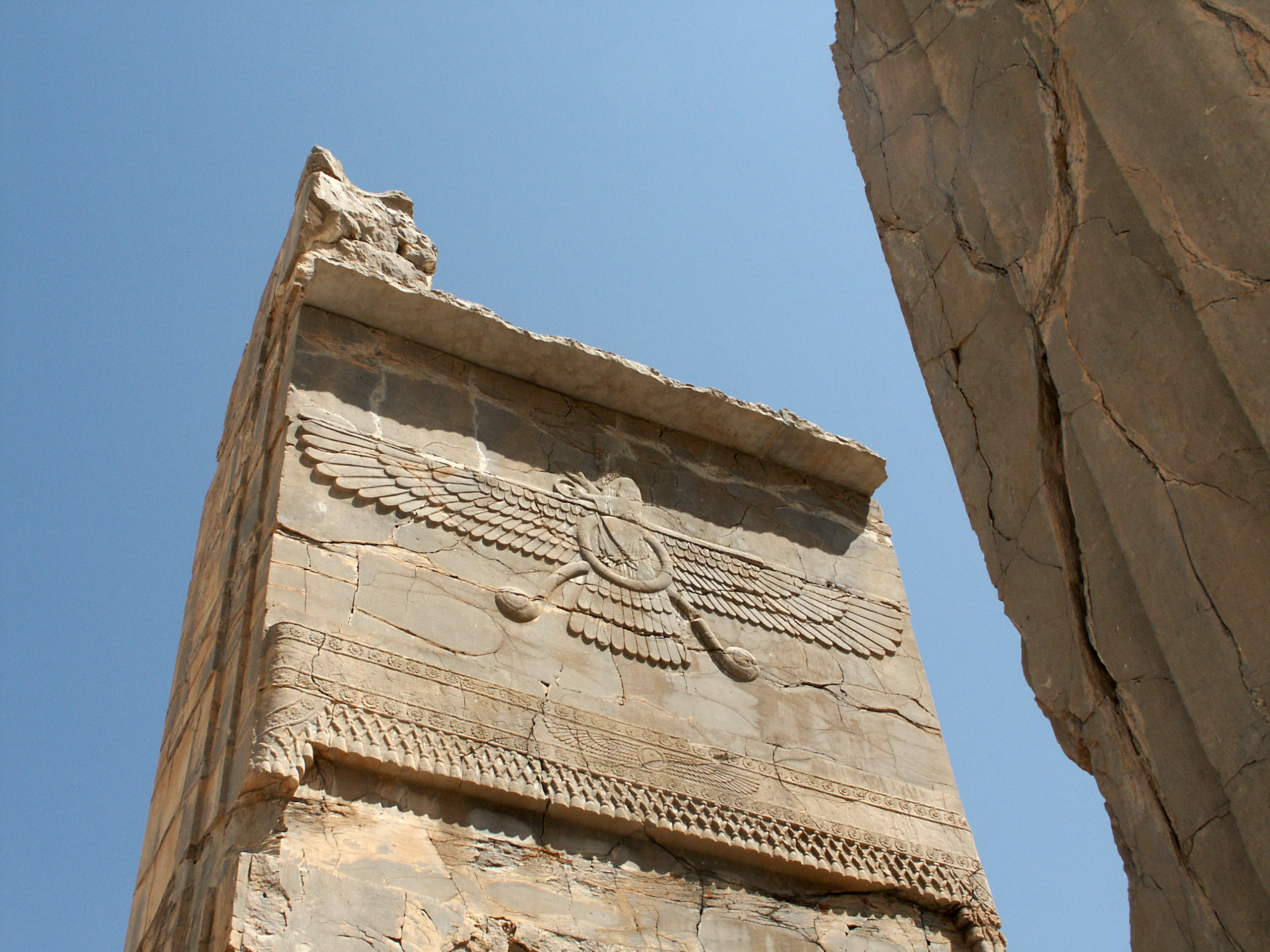
فر کیانی در تخت جمشید، همچنین یک خورشید بالدار کوچک در زیر این نماد حک شده‌است، برای دیدن جزئیات بیشتر بر روی تصویر کلیک کنید.

خورشید بالدار نمادی مرتبط با الهیات، خاندان سلطنتی و همچنین به عنوان نمادی از قدرت در شرق نزدیک باستان شناخته شده‌است (در مصر، بین‌النهرین، آناتولی و ایران).